# Christina Theodoropoulou
Christina Theodoropoulou (Χριστίνα Θεοδωροπούλου) är en grekisk skådespelare.

## Roller (i urval)
- (2003) - I Triti Nixta
- (2001) - I Phouska